# París-Roubaix 2003
La París-Roubaix 2003 fou la 101a edició de la París-Roubaix. La cursa es disputà el 13 d'abril de 2003 i fou guanyada pel belga Peter Van Petegem, que s'imposà a l'esprint als seus dos companys d'escapada en la meta al velòdrom André Pétrieux de Roubaix. Amb aquesta victòria entrà a la història del ciclisme en aconseguir el doblet Tour de Flandes-París-Roubaix, aconseguit per darrera vegada feia 26 anys per Roger de Vlaeminck. Dario Pieri i Viatxeslav Iekímov foren segon i tercer respectivament. Aquesta era la tercera cursa de la Copa del Món de ciclisme.

## Classificació final
|    | Ciclista                 | Equip                    | Temps      |
| -- | ------------------------ | ------------------------ | ---------- |
| 1  | Peter Van Petegem (BEL)  | Lotto-Domo               | 6h 11' 35" |
| 2  | Dario Pieri (ITA)        | Saeco Macchine per Caffè | m. t.      |
| 3  | Viatxeslav Iekímov (RUS) | US Postal                | m. t.      |
| 4  | Marc Wauters (BEL)       | Rabobank ProTeam         | + 15"      |
| 5  | Andrea Tafi (ITA)        | Team CSC                 | + 36"      |
| 6  | Romāns Vainšteins (LAT)  | Vini Caldirola-Sidermec  | m. t.      |
| 7  | Servais Knaven (NED)     | Quick Step-Davitamon     | m. t.      |
| 8  | Daniele Nardello (ITA)   | Team Telekom             | m. t.      |
| 9  | Rolf Aldag (GER)         | Team Telekom             | m. t.      |
| 10 | Sergei Ivanov (RUS)      | Fassa Bortolo            | + 1' 08"   |